# الكسندر فارلي
الكسندر فارلي هو محامي وقاضي وسياسي أمريكي، ولد في 29 ديسمبر 1923 في فريدريكستيد في الولايات المتحدة، وتوفي في 10 سبتمبر 2002 في مقاطعة أرلنغتون في الولايات المتحدة. نشط حزبياً في الحزب الديمقراطي. وقد انتخب حاكم جزر العذراء الأمريكية ‏ (5 يناير 1987 – 2 يناير 1995).